# Végveresmarti Sámuel (lelkész)
Idősebb Végveresmarti Sámuel, gyakran szerepel Veresmarti Vég Sámuel néven is (Vörösmart, 1702. – Szabadszállás, 1747. március 31.) református lelkész.

## Élete
Vég János veresmarti református lelkész és 1678-1699 között baranyai szuperintendens fia. Kecskeméten tanult; 1719. március 22-én ugyanott a református kollégium felső osztályába lépett. 1728-ban a kecskeméti református iskola igazgatója lett. 1731-ben az utrechti egyetemre iratkozott be; tanult a leideni egyetemen is. 1732-ben hazajött és péceli prédikátorrá avatták. 1738 végén vagy 1739 elején a pesti egyházmegye esperessé választotta. 1742-ben Szabadszállásra ment lelkésznek, ahol 1747-ben nagypénteken meghalt.

## Munkái
- Az emberi nyavalyás testnek romlandó sátora... Rádai Pál halálára Péczelen 1733. Pünkösd hava 21. Nyom. 1735. Hely n.
- Kajali Klára Rádai Pál özvegye emlékezete. Kolozsvár, 1741.